# Kalkoma nazca
Kalkoma nazca är en fjärilsart som beskrevs av Paul Thiaucourt 1982. Kalkoma nazca ingår i släktet Kalkoma och familjen tandspinnare. Inga underarter finns listade i Catalogue of Life.